# Pholcus
Pholcus är ett släkte av spindlar som beskrevs av Charles Athanase Walckenaer 1805. Pholcus ingår i familjen dallerspindlar.

## Dottertaxa tillPholcus, i alfabetisk ordning[1][2]
- Pholcus acutulus
- Pholcus alloctospilus
- Pholcus alticeps
- Pholcus anachoreta
- Pholcus ancoralis
- Pholcus armeniacus
- Pholcus baldiosensis
- Pholcus beijingensis
- Pholcus berlandi
- Pholcus bessus
- Pholcus bicornutus
- Pholcus bimbache
- Pholcus bourgini
- Pholcus calcar
- Pholcus calligaster
- Pholcus ceylonicus
- Pholcus chappuisi
- Pholcus chattoni
- Pholcus circularis
- Pholcus clavatus
- Pholcus claviger
- Pholcus clavimaculatus
- Pholcus corcho
- Pholcus corniger
- Pholcus crassipalpis
- Pholcus crassus
- Pholcus creticus
- Pholcus crypticolens
- Pholcus dentatus
- Pholcus dentifrons
- Pholcus diopsis
- Pholcus donensis
- Pholcus dungara
- Pholcus edentatus
- Pholcus excavatus
- Pholcus extumidus
- Pholcus fagei
- Pholcus fragillimus
- Pholcus fuerteventurensis
- Pholcus gaoi
- Pholcus genuiformis
- Pholcus gomerae
- Pholcus gosuensis
- Pholcus gracillimus
- Pholcus guadarfia
- Pholcus guani
- Pholcus gui
- Pholcus guineensis
- Pholcus helenae
- Pholcus henanensis
- Pholcus hieroglyphicus
- Pholcus hyrcanus
- Pholcus intricatus
- Pholcus jinwum
- Pholcus jixianensis
- Pholcus joreongensis
- Pholcus kapuri
- Pholcus kimi
- Pholcus knoeseli
- Pholcus koah
- Pholcus kwanaksanensis
- Pholcus lambertoni
- Pholcus lamperti
- Pholcus leruthi
- Pholcus lingulatus
- Pholcus linzhou
- Pholcus longiventris
- Pholcus lucifugus
- Pholcus madeirensis
- Pholcus magnus
- Pholcus malpaisensis
- Pholcus manueli
- Pholcus maronita
- Pholcus mascaensis
- Pholcus medicus
- Pholcus medog
- Pholcus mengla
- Pholcus montanus
- Pholcus multidentatus
- Pholcus muralicola
- Pholcus nagasakiensis
- Pholcus nenjukovi
- Pholcus oculosus
- Pholcus okinawaensis
- Pholcus opilionoides
- Pholcus ornatus
- Pholcus parvus
- Pholcus pennatus
- Pholcus persicus
- Pholcus phalangioides
- Pholcus phungiformes
- Pholcus podophthalmus
- Pholcus ponticus
- Pholcus qingchengensis
- Pholcus quinghaiensis
- Pholcus quinquenotatus
- Pholcus roquensis
- Pholcus sidorenkoi
- Pholcus silvai
- Pholcus socheunensis
- Pholcus sogdianae
- Pholcus sokkrisanensis
- Pholcus spasskyi
- Pholcus spiliensis
- Pholcus spilis
- Pholcus strandi
- Pholcus suizhongicus
- Pholcus sumatraensis
- Pholcus sveni
- Pholcus tagoman
- Pholcus taibaiensis
- Pholcus taibeli
- Pholcus taishan
- Pholcus tenerifensis
- Pholcus triangulatus
- Pholcus turcicus
- Pholcus vachoni
- Pholcus vatovae
- Pholcus velitchkovskyi
- Pholcus vesculus
- Pholcus wuyiensis
- Pholcus xinjiangensis
- Pholcus yichengicus
- Pholcus yoshikurai
- Pholcus zham